# Hirvasjärvi (sjö i Lappland, lat 67,03, long 26,07)
Hirvasjärvi är en sjö i Finland. Den ligger i kommunen Rovaniemi i landskapet Lappland, i den norra delen av landet, 800 km norr om huvudstaden Helsingfors. Hirvasjärvi ligger 202,7 meter över havet. Arean är 43,8 hektar och strandlinjen är 4,11 kilometer lång. Sjön  ingår i Kemi älvs huvudavrinningsområde. 